# Piatigorskaja
Piatigorskaja (ros. Пятигорская) – stanica w Rosji, w Kraju Krasnodarskim, w okręgu miejskim Goriaczego Klucza. W 2010 liczyła 1040 mieszkańców.